# Damm (Parchim)
Damm ist ein Ortsteil der Stadt Parchim im Landkreis Ludwigslust-Parchim in Mecklenburg-Vorpommern (Deutschland).

## Geografie und Verkehr
Damm liegt in der flachen Eldeniederung etwa sechs Kilometer nordwestlich von Parchim. Durch den Ortsteil fließt die Müritz-Elde-Wasserstraße. Nördlich der Elde liegt nordwestlich von Malchow ein großes Waldgebiet mit dem Forsthof Malchow. Nennenswerte Erhebungen gibt es im Ortsgebiet nicht. Nur äußersten Nordosten überschreiten die Höhen die 60 m ü. NHN.
Damm liegt südlich der Bundesstraße 321 und nördlich der Bundesstraße 191.  Die Bundesautobahn 24 (ca. 17 km) ist über die Anschlussstelle Parchim erreichbar. Östlich des Ortsteils liegt der Flughafen Schwerin-Parchim.

### Ortsteile
Zur ehemaligen Gemeinde gehörten:
- Damm
- Malchow
- Möderitz
- Neu Matzlow[1]

## Geschichte
Der Ortsname leitet sich wahrscheinlich vom slawischen Wort dąbŭ für Eiche ab. Damm bedeutet also Eichenort.
Im Jahre 1991 lebten in der Gemeinde 419 Einwohner.
Am 1. Juli 1950 wurden die bis dahin eigenständigen Gemeinden Malchow und Möderitz eingegliedert.
Am 25. Mai 2014 wurde Damm in die Kreisstadt Parchim eingemeindet.

## Sehenswürdigkeiten

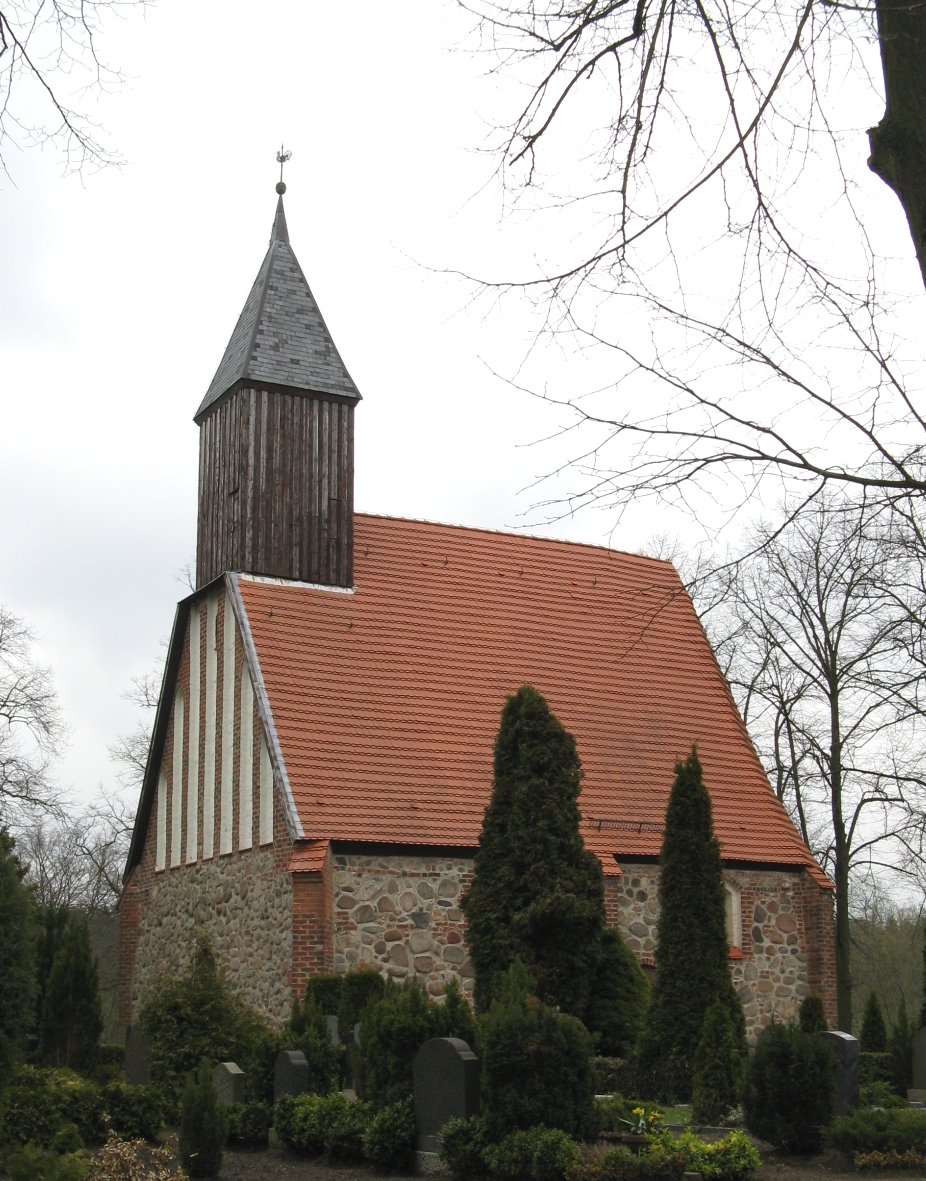
Dorfkirche Damm

- Eldeniederung: Das Gebiet erstreckt sich zwischen Damm und Matzlow-Garwitz und besteht aus einem Erlenbruchwald mit ausgedehnten Röhrichtbereichen und Grauweidengebüsch. Es ist der Lebensraum für eine artenreiche Kleinvogelfauna und weist stellenweise Flachmoorvegetation auf.
- gotische Feldsteindorfkirche aus dem 14. Jahrhundert in Damm
- Bauernhof in Malchow
- Baudenkmale

## Institutionen
- Jägerlehrhof und die Geschäftsstelle des Landesjagdverbandes Mecklenburg-Vorpommern e. V.

## Persönlichkeiten
- Bernhard Korupp (* 1927 in Dorf-Malchow; † 2006), Landwirt und Politiker (LDP)